# Christian Ludwig Henneberg
Christian Ludwig Henneberg (* 13. Januar 1637 in Othfresen; † 20. Juli 1675 in Osterode am Harz) war ein deutscher lutherischer Theologe und Generalsuperintendent von Grubenhagen und auf dem Harz.

## Leben
Henneberg war ein Sohn des Pastors Michael Henneberg in Othfresen. Er erhielt den ersten Unterricht bei einem Hauslehrer, nach der Versetzung des Vaters nach Gielde 1653 an der Schule in Goslar. Noch im gleichen Jahr kam er auf das Gymnasium in Magdeburg. 1655 begann er das Studium der Theologie in Helmstedt, das er 1657 in Wittenberg, 1659 an der Universität Rinteln fortsetzte. In Rinteln erwarb er den Magistergrad. 1663 wurde Henneberg von Achaz Ludolf von Storkheim, Erbsass auf Limmer bei Alfeld, auf die dortige Pfarre berufen und Exaudi 1664 durch den Superintendenten Baedeker aus Münder eingeführt. 1669 wurde er Pastor in Scharzfeld, 1671 Pastor an der Schlosskirche St. Jacobi in Osterode und Generalsuperintendent der Generaldiözese Grubenhagen und auf dem Harz.